# Pseudione clevai
Pseudione clevai är en kräftdjursart som beskrevs av Christopher B. Boyko 2004. Pseudione clevai ingår i släktet Pseudione och familjen Bopyridae. Inga underarter finns listade i Catalogue of Life.